# Любимов, Александр Дмитриевич
Александр Дмитриевич Любимов (1921 — 1983) — советский боксёр, серебряный призёр чемпионатов СССР в полулёгкой весовой категории, мастер спорта СССР. Выступал за клуб «Крылья Советов» (Москва). Судья всесоюзной категории.

## Биография
В 1953 году окончил заочное отделение ГЦОЛИФК.
Преподаватель кафедры физического воспитания Московского авиационного института. Работал тренером по боксу.
Похоронен на Ваганьковском кладбище.

## Спортивные результаты
- Чемпионат СССР по боксу 1944 года — ;
- Чемпионат СССР по боксу 1945 года — ;